# Euphorbia angrae
Euphorbia angrae ist eine Pflanzenart aus der Gattung Wolfsmilch (Euphorbia) in der Familie der Wolfsmilchgewächse (Euphorbiaceae).

## Beschreibung
Die sukkulente Euphorbia angrae bildet kleine Sträucher mit einer dichten Verzweigung aus und wird bis 12 Zentimeter breit und 15 Zentimeter lang. Die Seitentrieben werden 2 bis 6 Millimeter dick mit einem Internodienabstand von 3 bis 25 Millimeter. Die kurzlebigen Blätter sind eiförmig und werden bis 1,5 Millimeter breit und 2,5 Millimeter lang.
Es werden ein bis drei einfache und endständige Cymen ausgebildet, die sehr dicht beieinander stehen. Die Tragblätter weisen eine Ähnlichkeit zu den Laubblättern auf. Die Cyathien werden 4 Millimeter im Durchmesser groß und die elliptischen Nektardrüsen berühren sich. Die tief gelappte Frucht erreicht 4 Millimeter im Durchmesser und sitzt an einem sehr kurzen Stiel.

## Verbreitung und Systematik
Euphorbia angrae ist in Namibia im Namaqualand verbreitet. Die Art steht auf der Roten Liste der IUCN und gilt als nicht gefährdet (Least Concern).
Die Erstbeschreibung der Art erfolgte 1915 durch Nicholas Edward Brown. Ein Synonym ist Tirucallia angrae (N.E.Br.) P.V.Heath (1996).